# Peter Bogel
Peter Bogel (* 27. April 1959) ist ein ehemaliger deutscher Basketballspieler.

## Leben
Mit der HSG TU Magdeburg gewann Bogel 1988 den DDR-Meistertitel und löste so mit seiner Mannschaft den Seriensieger BSG AdW Berlin ab. 1989 wurde er mit Magdeburg abermals Meister. Bogel wurde in die DDR-Auswahl berufen und nahm an Länderspielen teil.
Als Funktionär war Bogel als Vizepräsident und Manager des BBC Magdeburg tätig, der während seiner Amtszeit teils in der 2. Bundesliga ProA spielte, ehe der Verein Insolvenz anmelden musste. Er war einst Gründungsmitglied des Vereins gewesen.
Im Altherrenbereich nahm der beruflich als Pressesprecher der Trinkwasserversorgung Magdeburg GmbH (TWM) tätige Bogel als Spieler an Deutschen Meisterschaften teil. Im November 2024 wurde er mit der Goldenen Ehrennadel des Basketball-Verbands Sachsen-Anhalt (BVSA) ausgezeichnet. Anlässlich der Ehrung hieß es seitens des BVSA, Bogel sei jemand, „der im Magdeburger Basketball nicht wegzudenken“ sei.